# Come Pick Me Up
Come Pick Me Up è il settimo album in studio del gruppo musicale statunitense Superchunk, pubblicato nel 1999.

## Tracce
1. So Convinced – 1:59
2. Hello Hawk – 4:03
3. Cursed Mirror – 3:04
4. 1000 Pounds – 3:09
5. Good Dreams – 3:01
6. Low Branches – 2:08
7. Pink Clouds – 3:22
8. Smarter Hearts – 4:25
9. Honey Bee – 3:40
10. June Showers – 3:50
11. Pulled Muscle – 3:10
12. Tiny Bombs – 4:55
13. You Can Always Count on Me (In the Worst Way) – 2:40